# 陈军 (1959年)
陈军（1959年8月—），女，中華人民共和國高山族政治人物，父系祖先來自臺灣臺東阿美族。

## 生平
陳軍的父親陳連生在十九歲時被國民政府徵召參與國共內戰，隨後留在中國大陸，並於1959年生下陈军。
陈军毕业于北京师范大学体育教育论专业，並加入台湾民主自治同盟（台盟），擔任台盟北京市委常务副主委及北京市台联副会长。
2008年，開始担任全国人大代表。2018年，当选第十三届全国人大常委会委员。